# Брахмиа, Амар
Амар Брахмиа (араб. عمار برهميا‎; род. 2 сентября 1954, Гельма) — алжирский легкоатлет, специалист по бегу на средние дистанции. Выступал за сборную Алжира по лёгкой атлетике в 1975—1984 годах, обладатель бронзовой медали Всемирной Универсиады, серебряный и бронзовый призёр Всеафриканских игр, двукратный чемпион Алжира на дистанции 800 метров.

## Биография
Амар Брахмиа родился 2 сентября 1954 года в поселении Джебел-Надор вилайета Гельма, Алжир.
Впервые заявил о себе в лёгкой атлетике на международном уровне в сезоне 1975 года, когда вошёл в состав алжирской сборной и выступил на домашних Средиземноморских играх в Алжире, где в зачёте бега на 800 метров финишировал четвёртым. Будучи студентом, представлял страну на Всемирной Универсиаде в Риме — здесь так же стал четвёртым.
В 1976 году выиграл чемпионат Алжира на дистанции 800 метров.
На Всемирной Универсиаде 1977 года в Софии стартовал в дисциплинах 800 и 1500 метров, но в финал не вышел.
В 1978 году вновь стал чемпионом Алжира на 800-метровой дистанции. На домашних Всеафриканских играх в Алжире завоевал серебряную и бронзовую награды в беге на 800 и 1500 метров соответственно. По итогам сезона информационным агентством Algeria Press Service признан лучшим спортсменом страны.
На Всемирной Универсиаде 1981 года в Бухаресте стал пятым в дисциплине 800 метров и третьим в дисциплине 1500 метров.
В 1983 году на Средиземноморских играх в Касабланке занял шестое место в программе бега на 1500 метров. Принимал участие во впервые проводившемся чемпионате мира по лёгкой атлетике в Хельсинки — в ходе предварительного квалификационного этапа 1500 метров показал время 3:42.75, чего оказалось недостаточно для выхода в полуфинальную стадию соревнований.
В 1984 году отметился выступлением на международном турнире «Дружба-84» в Москве, где в беге на 1500 метров показал восьмой результат.
Впоследствии работал тренером по лёгкой атлетике. За вклад в олимпийское движение в 1995 году награждён серебряным Олимпийским орденом.